# Anatoly Trofimovitch Tchernousov
 (mars 2025).
Anatoly Trofimovitch Tchernousov (en russe : Анатолий Трофимович Черноусов), né le 7 mars 1937 et décédé le 24 juin 2000, est un écrivain russe de Sibérie.

## Biographie
Né à Novokarasuk, dans la région d'Omsk, Anatoly Tchernousov est le fils de Trofim Antonovitch Tchernousov, mort au front le 3 août 1943 et enterré dans une fosse commune dans la région de Vorotchilovgrad. Il a été élevé par sa mère, Eudoxie Ivanovna, et par son grand-père, Anton Fomitch, qui lui a appris à « persévérer dans tous les travaux ».
Les souvenirs de son enfance d'après-guerre au milieu de la population indigène de la Sibérie du Sud-Ouest ont servi de base à son roman Les Tchaldons.
En 1959, Tchernousov sort diplômé de l'Institut polytechnique d’Omsk. Il est recruté comme ingénieur concepteur à l'usine Siblitmach avant d’enseigner l’ingénierie à l'Institut de transport ferroviaire de Novossibirsk. Parallèlement à ses activités professionnelles, il s’implique activement dans la vie sociale : moniteur de colonies de vacances, chef des Pionniers à l'école de physique mathématique, branche sibérienne de l'Académie des Sciences d’URSS, il voyage avec ses étudiants et avec ses collègues chercheurs.
Il parcourt l’immensité du territoire soviétique. Avec un sac à dos, en faisant du trek ou en skiant, il traverse les Carpates, la Polésie (Biélorussie), la Crimée, le Caucase, les montagnes de l'Altaï, les monts Saïan, la Chorie montagneuse, les pays baltes, la Volga, l'Oural et la région de la mer Caspienne. Il descend l'Irtych en kayak et navigue sur les lacs Teletskoïe et Baïkal, sur l'Angara et sur le Dniepr. Tchernousov descend également dans des cavernes avec les spéléologues et participe à des expéditions sur le site de la météorite Toungouska. À l'époque soviétique, où les voyages n’étaient pas courants, même pour les membres de l’intelligentsia, il visite l'Italie, la Grèce, l'Inde et Ceylan.
En 1974, Anatoly Tchernousov est admis à l'Union des écrivains soviétiques. À partir de 1975, il va partager son activité d’écrivain avec un travail de critique littéraire dans la revue Lumières sibériennes (Сибирские огни).
En 1987, il est décoré de l'ordre de l'Insigne d'honneur.
En 1973, il épouse Anna Pavlovna Pavlioukevitch (diplômée d'études supérieures en édition et journalisme à l’Institut polygraphique de Moscou, promotion de 1974). Ils ont eu deux filles, Julia (1974) et Olga (1984).
Durant la Perestroïka, Tchernousov a dirigé l’Union des écrivains de la région de Novossibirsk.
Le 24 juin 2000, il décède à Novossibirsk.

## L’œuvre
Sa première nouvelle, Le Hobby de l’Ingénieur Zabrodine (Хобби инженера Забродина) paraît en 1968 dans Lumières sibériennes. Cette publication attire l'attention de lecteurs et de critiques par son thème et par l’acuité de l’analyse psychologique.
Le premier livre de l'écrivain, Il faut préparer les équipages (Экипажи готовить надо, 1971), fait entendre la voix d’un nouveau type de protagoniste: "Nous ne devrions pas continuer à vivre comme cela, camarades. Il faut trouver quelque chose de nouveau et d'intéressant...". En 1979, un film musical en deux parties, adaptant ce roman et intitulé Le Déjeuner sur l'herbe, sera diffusé sur la chaîne nationale de télévision.  
Le protagoniste du roman Une tâche inhabituelle (Непривычное дело, 1976), un jeune scientifique, Pavel Smirnov, est proche de la résolution d’un problème scientifique quand, en plein milieu de ses expérimentations, il est envoyé dans un kolkhoze pour accompagner des étudiants venus aider les villageois dans la récolte des pommes de terre. Le roman narre les réalités de la vie villageoise dans le temps soviétique, ainsi que la relation entre ce jeune scientifique et les étudiants.
Le phénomène de la Chtourmovchtchina (ou Shturmovshchina)  est  l'objet du roman Le Stagiaire (Практикант, 1975). Ce problème omniprésent dans l’industrie soviétique est vu dans le roman à travers le regard de l’étudiant stagiaire Andreï Skvortsov, qui, avec un enthousiasme juvénile, pose à ses collègues une question à laquelle ils ne savent pas répondre : « Que va-t-il se passer demain ? »
Les Étrangers (Чужие, 1979) raconte l’histoire romantique et tragique d’un couple, le professeur Valeri Klimov et son étudiante Lina Zima, baptiste pratiquante. Après avoir succombé au charme de Valeri, Lina, craignant d'être rejetée par sa famille, se suicide. L'auteur a été surpris de voir le roman servir de support des débats sur l’athéisme.
La Seconde Maison (Второй дом, 1984), roman largement autobiographique, relate la corvée de la construction d’une maison de campagne dans les années 80. L’auteur et sa jeune famille, désireux de trouver une échappatoire à l'agitation de la vie citadine, s’installent en pleine nature, au milieu des bois. Tchernousov décrit, sur un mode tour à tour comique et mélancolique, les premières expériences de jardinage ainsi que les amitiés avec les autochtones.
Cercles (Круги, 1990) suit la vie du constructeur Kostia Zaroubine, son rejet de l'indifférence, de l'insensibilité et du cynisme humains. La foi et l'infidélité, l'étrangeté et l'ardeur du premier amour sont les thèmes du roman.
Les publications de Tchernousov paraissent régulièrement dans les revues Lumières sibériennes, Smena, Pisteur d’Oural (Уральский следопыт),  La Littérature soviétique (Советская литература), Nach sovremennik (Наш современник), ainsi que dans  Roman-Journal (Роман-газета) et dans le Literatournaïa gazeta. Plusieurs nouvelles ont été traduites et publiées en Bulgarie, en Hongrie et en Pologne.